# Yacimiento paleontológico

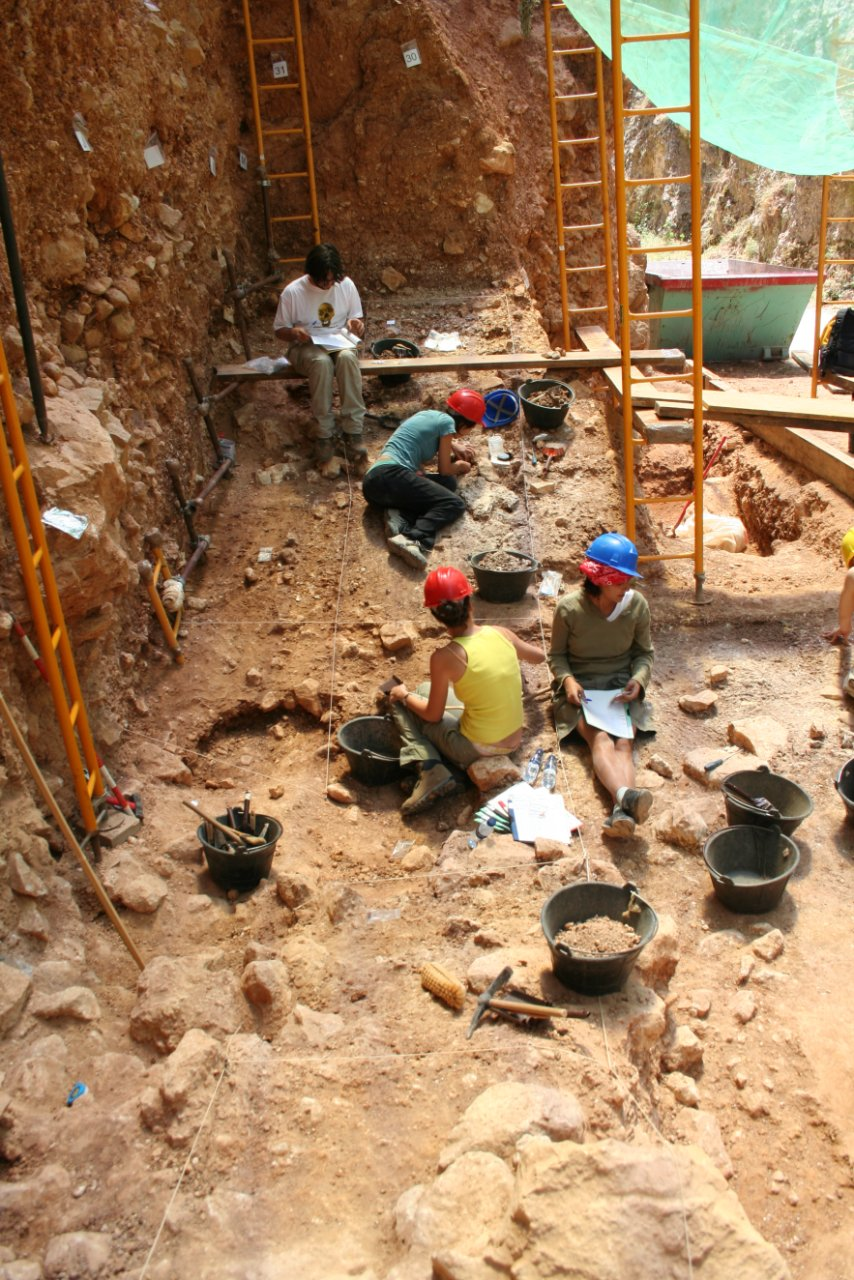
Sima del Elefante, uno de los yacimientos de Atapuerca, España.

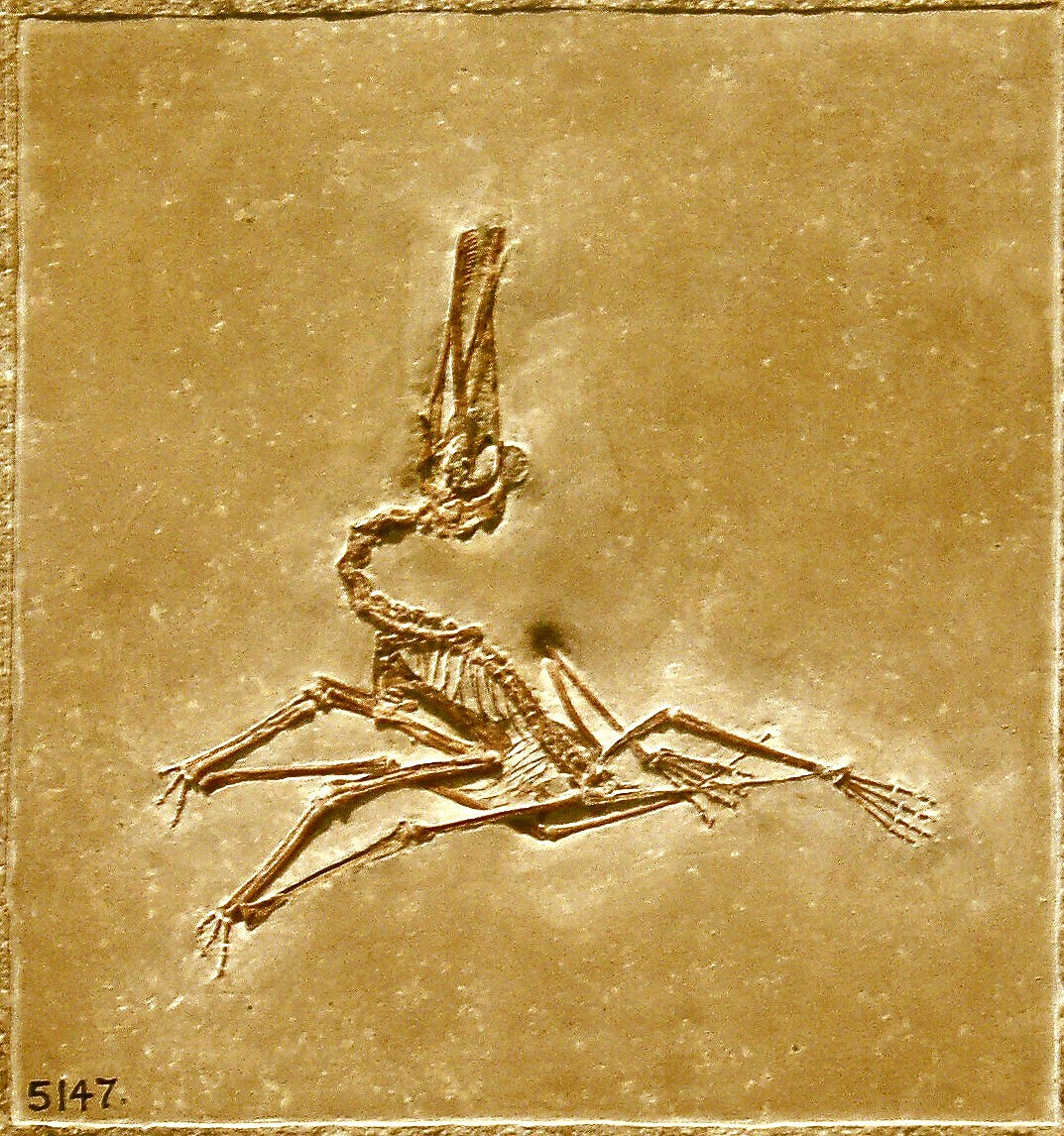
Fósil de un pterosaurio (Ctenochasma), procedente de las calizas de Solnhofen, Alemania (Museo Americano de Historia Natural, Nueva York, Estados Unidos).

Un yacimiento paleontológico o fosilífero es aquella localidad en cuyas rocas se conserva, de forma natural, una cantidad significativa de fósiles. La amplitud del yacimiento viene delimitada en unos casos por la distribución espacial de la concentración de fósiles y en otros por cuestiones prácticas propias del muestreo o la excavación. La disciplina que estudia la formación de los yacimientos de fósiles es la parte de la paleontología denominada tafonomía.
El término yacimiento paleontológico es algo ambiguo y su uso es más práctico que científico, así puede hacer referencia a localidades en las que aparecen varias capas fosilíferas de diferentes edades, cuyo estudio ha de afrontarse separando claramente cada nivel (en sentido estricto cada capa sería un yacimiento diferente). 
Para algunos yacimientos con una especial calidad de sus fósiles o con un elevado número de restos se suele utilizar el término fossil-lagerstätte (del alemán Fossillagerstätte, «yacimiento de fósiles»).

## Tipos de yacimientos
Los fósiles pueden aparecer en muy diversos tipos de rocas, principalmente sedimentarias, pero en ocasiones también de origen volcánico (cenizas o coladas de lava).
Los yacimientos de origen sedimentario suelen presentar características muy diferentes dependiendo del medio de sedimentación, ya se trate de sedimentos de origen marino, continental (fluviales o lacustres) o de transición. La estratificación en medios marinos suele tener gran continuidad lateral y los fósiles distribuirse de forma más o menos dispersa por grandes extensiones (p. ej., en las calizas de Solnhofen, en Alemania), mientras que los sedimentos de origen continental, sobre todo originados en tramos altos y medios de los ríos o en abanicos aluviales suelen ser más irregulares y discontinuos, con los fósiles concentrados solo en algunas pocas facies, normalmente de relleno de cauce o dispersos en las de llanura de inundación (p. ej., los yacimientos de Torralba y Ambrona en España). 
Un tipo diferente de yacimiento continental son los hipogeos de origen cárstico, en los que la circulación de las aguas subterráneas condiciona la redistribución, mezcla y acumulación de las arcillas rojas de descalcificación y de los restos fósiles (p. ej., la Sima de los Huesos en Atapuerca, España). 
Una peculiar localidad de origen mixto lacustre-cárstico es el yacimiento de Bernissart (Bélgica), en la que un sistema cárstico subterráneo condicionó, por la subsidencia continua de una dolina, la sedimentación que se producía en el medio lacustre y palustre instalado sobre la misma, «engullendo» gradualmente los sedimentos junto a las abundantes osamentas completas de iguanodontes y otros vertebrados que contenían.
De origen volcánico es destacable el yacimiento de icnitas de Australopithecus sobre cenizas volcánicas en Laetoli (Tanzania).
También de origen volcánico son los yacimientos formados por el relleno lacustre del maar resultante de una erupción freato-magmática, aunque en este caso el vulcanismo es el causante de la formación de una pequeña cuenca, no del relleno sedimentario. De este tipo son los yacimientos de Messel (Alemania), con abundantes fósiles del Eoceno excepcionalmente bien conservados, o el de La Higueruelas (Ciudad Real, España), del Plioceno Superior, que registra una abundante y variada fauna de mamíferos terrestres, aves, anfibios y reptiles.